# Малесия-э-Мади
Малесия-э-Мади (алб. Rrethi i Malësisë së Madhe, букв. «Округ Великой Малесии») — один из 36 округов Албании на крайнем северо-западе страны.
Округ занимает территорию 897 км² и входит в область Шкодер. Административный центр — город Коплику, лежащий в 20 км от Шкодера.
В основном население города исповедует католицизм.

## Географическое положение
Округ Малесия-э-Мади — самый северный округ Албании. Он расположен вдоль берега Скадарского озера и включает западную часть Северо-Албанских Альп (Проклетие). На западе и севере округ граничит с Черногорией.
Округ занимает юго-восточную и центральную часть исторической области Малесия, простирающейся далее к западу в Черногорию.
Округ начинается от подножья гор на восточном берегу Скадарского озера. Затем проходит по небольшой равнине Мбишкодра через Албанские Альпы на восток. На востоке округа лежит труднодоступный карстовый массив Бьешкет-э-Немуна (Bjeshkët e Nemuna), состоящий из пяти вершин высотою более 2500 м. Высочайшая вершина Северо-Албанских Альп, Езерца, находится дальше к востоку, на границе областей Шкодер и Тропоя. Самой высокой горой на территории округа является гора Радохина (Maja e Radohimës, 2569 м). Другие горы — Марлюля (2188 м) и Велечику (1726 м).
По территории округа протекают реки: Пррони-и-Тате, Ррьоли, Цеми (название верхней часть реки Циевна в Черногории) и верховья реки Лим.

## Административное деление
Территориально округ Малесия-э-Мади разделён на город Коплику и 5 коммун:
- Груэмира (Gruemirë)
- Кастрат (Kastrat)
- Кельменд (Kelmend)
- Центральный Коплик (Qendër Koplik) — вокруг города Коплику
- Шкрел (Shkrel).